# HD34154
HD34154 є хімічно пекулярною зорею спектрального класу
A2 й має видиму зоряну величину в смузі V приблизно 10,0.